# Pah Wongso Pendekar Boediman
Pah Wongso Pendekar Boediman (letteralmente, in italiano, Pah Wongso il guerriero colto o Pah Wongso il guerriero giusto) è un film del 1941 realizzato nelle Indie orientali olandesi. Diretto e prodotto da Jo Eng Sek per la sua Star Film e interpretato da L. V. Wijnhamer Jr., Elly Joenara e Mohamad Arief, è il primo lungometraggio della casa cinematografica. La storia, priva di crediti, è incentrata sulla figura dell'attivista cinese etnico Pah Wongso che investiga su un misterioso omicidio per scagionare un suo protetto ingiustamente accusato.
La prima del suo genere mai prodotta in quei territori, la pellicola venne fatta per capitalizzare sulla popolarità di Wijnhamer e su personaggi hollywoodiani orientali come Charlie Chan e Mr. Moto. Presentata il primo aprile 1941 ed ottenne un grande successo popolare ma fu accolta in maniera contrastante dalla critica; il giornalista Saeroen suggerì infatti che il suo successo era interamente dovuto alla fama del protagonista e non ad una intrinseca qualità artistica. Più tardi quello stesso anno, la Star fece un seguito, Pah Wongso Tersangka. Come tutte le sue produzioni, entrambi i lungometraggi sono considerati perduto.

## Trama

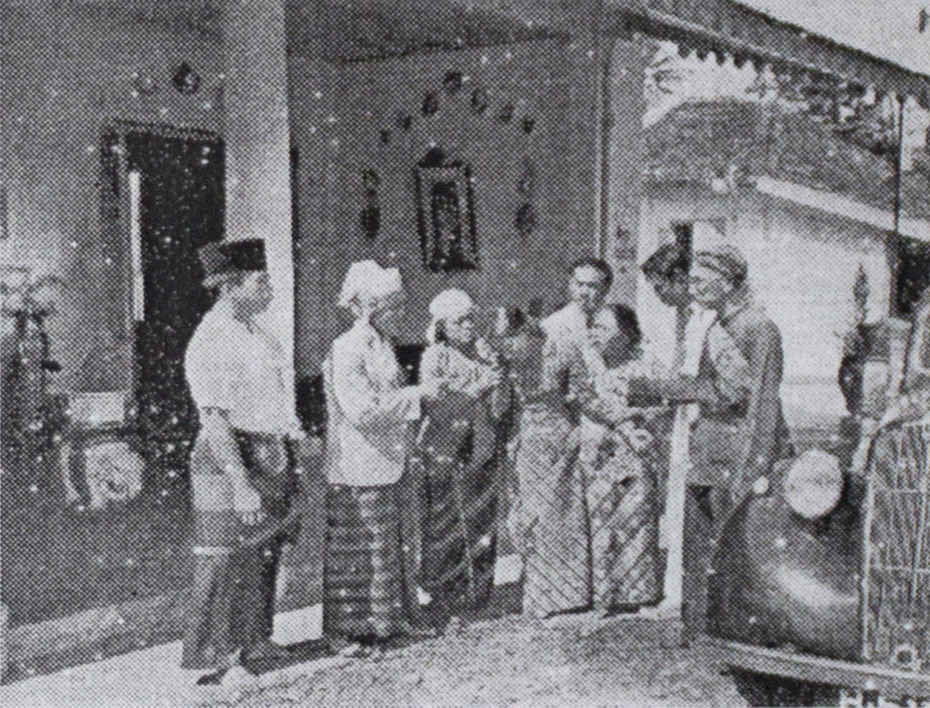
Una scena del film

Pah Wongso è un venditore di noccioline, un attivista sociale e un maestro di scuola che vive a Batavia e si occupa dei poveri locali. Un giorno il suo giovane protetto Wisnoe salva la vita ad una ragazza di nome Siti che stava quasi per essere investita da una carrozza. Come ricompensa, il padre di lei, Abdullah, un hajji, gli dà un lavoro nella sua riseria. Lo zelo e la diligenza di Wisnoe lo fanno rapidamente distinguere dai suoi colleghi e inizia a corteggiare Siti, che ricambia i suoi affetti.
Tuttavia, suo cugino Bardja, un giocatore d'azzardo che frequenta le prostitute, è invidioso del suo successo e innamorato della ragazza. Decide allora di assumere alcuni criminali per eliminare Wisnoe; l'attentato però fallisce e questi perde quasi tutti i suoi soldi. Ruba allora dal suo ricco zio ma viene colto sul fatto. Ne scaturisce un tafferuglio, in cui l'anziano viene ucciso; Wisnoe viene accusato dell'omicidio.
Egli viene arrestato e presto Pah Wongso - reso edotto da Siti sul tentativo fallito di uccidere il cugino - inizia a indagare su Bardja. Alla fine scopre che quest'ultimo è l'assassino e lo affronta, ingaggiando una battaglia fino all'ultimo sangue. Ne emerge vittorioso e l'accusa di Wisnoe viene cancellata.

## Produzione

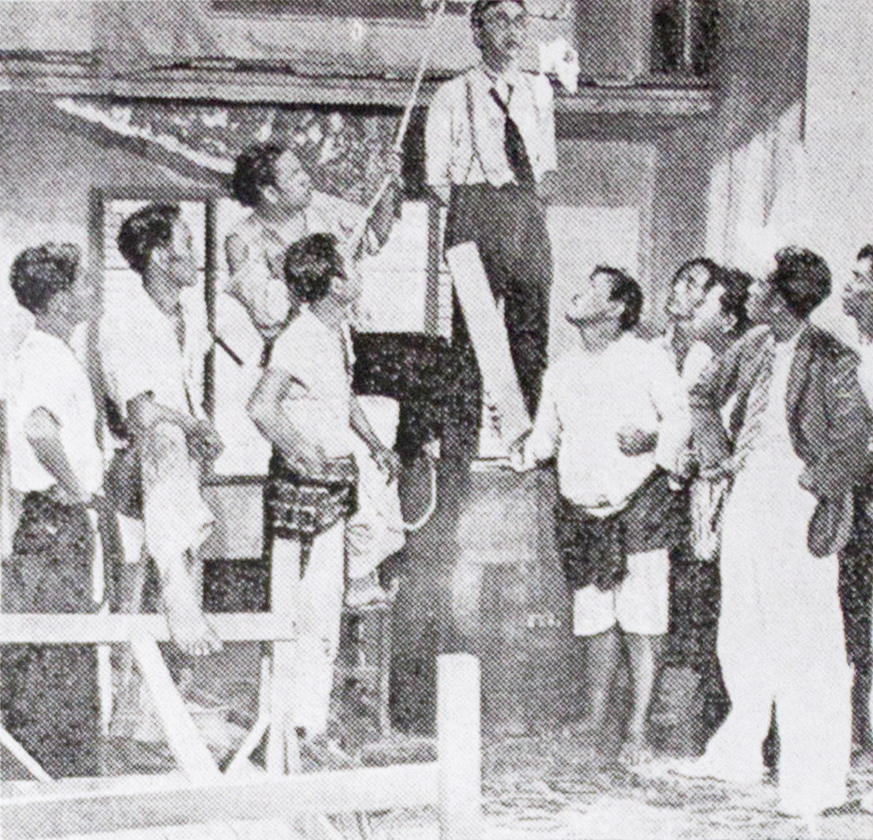
Pah Wongso rischia l'impiccagione in una scena

Come accennato, Pah Wongso Pendekar Boediman venne prodotto da Jo Eng Sek, un imprenditore etnico cinese che aveva già avuto esperienza nel cinema nel 1929 con Si Tjonat di Nelson Wong. Il socio in affari Cho' Chin Hsin, immigrato di recente da Shanghai, curò la fotografia in bianco e nero. Fu il primo lavoro dello studio Star Film, che i due avevano fondato nel 1940 a Prinseland, quartiere di Batavia (oggi Mangga Besar, Giacarta), e venne realizzato guardando a due principali filoni cinematografici di successo provenienti dalla Hollywood di quel tempo: uno era quello delle pellicole con protagonisti Charlie Chan e Mr. Moto, personaggi molto popolari nelle Indie, mentre l'altro era quello dei film investigativi, da sempre importati ma mai prodotti in madrepatria. Ma Jo reputò che sarebbe stato necessario, al fine di assicurarsi un certo successo commerciale, attrarre in qualche modo il pubblico etnico cinese delle colonie. Così gli venne in mente di ingaggiare L. V. Wijnhamer, Jr. (meglio noto come Pah Wongso), un attivista di discendenza indo molto popolare nella comunità per le sue lotte contro la disoccupazione e l'analfabetismo e per le sue raccolte fondi in favore della Cina, che in quel periodo stava venendo attaccata dall'Impero del Giappone. Costui accettò il ruolo di protagonista e la sceneggiatura venne scritta di conseguenza.
In supporto a Wongso, l'attrice teatrale Elly Joenara fu assunta per interpretare Siti (segnando il suo debutto al cinema), mentre Mohamad Arief Wisnoe. Djoenaedi, R. Sukran e Miss Satijem ricoprirono parti secondarie. Per garantire che le scene di combattimento si svolgessero senza intoppi, Jo assunse alcuni membri del gruppo di silat di Primo Oesman (un pugile professionista, che appare nel film) per fare i criminali.

## Distribuzione e accoglienza
Pah Wongso Pendekar Boediman venne giudicato inadatto ad un pubblico inferiore ai diciassette anni. Fu presentato al Rex Theatre di Batavia il primo aprile 1941, seguito da un breve discorso di Wijnhamer. A giugno veniva visto a Surabaya, dove era stato pubblicizzato come un film di intrighi, vita e morte. Sebbene destinato principalmente alla sola audience delle Indie, venne esportato anche in Cina, nella Malesia britannica e a Singapore, dove arrivò a luglio come un «emozionante poliziesco malese [...] pieno di brividi ed eccitamento dall'inizio alla fine».
Lo storico del cinema indonesiano Misbach Yusa Biran riporta che la pellicola fu un successo ai botteghini. Tuttavia, ricevette recensioni miste: se di fatto da una parte un critico anonimo del Bataviaasch Nieuwsblad ne elogiò in particolare la fotografia, la recitazione e la storia e un altro del giornale malese Film Melayu lo reputò di qualità simile alle produzioni di Hollywood e apprezzò la sua scelta di far interpretare l'investigatore del titolo ad un asiatico del sud-est, dall'altra lo sceneggiatore ed ex-giornalista Saeroen reputò che la sua popolarità fosse dovuta non alla sua qualità ma solo alla fama di Wijnhamer.

## Conservazione

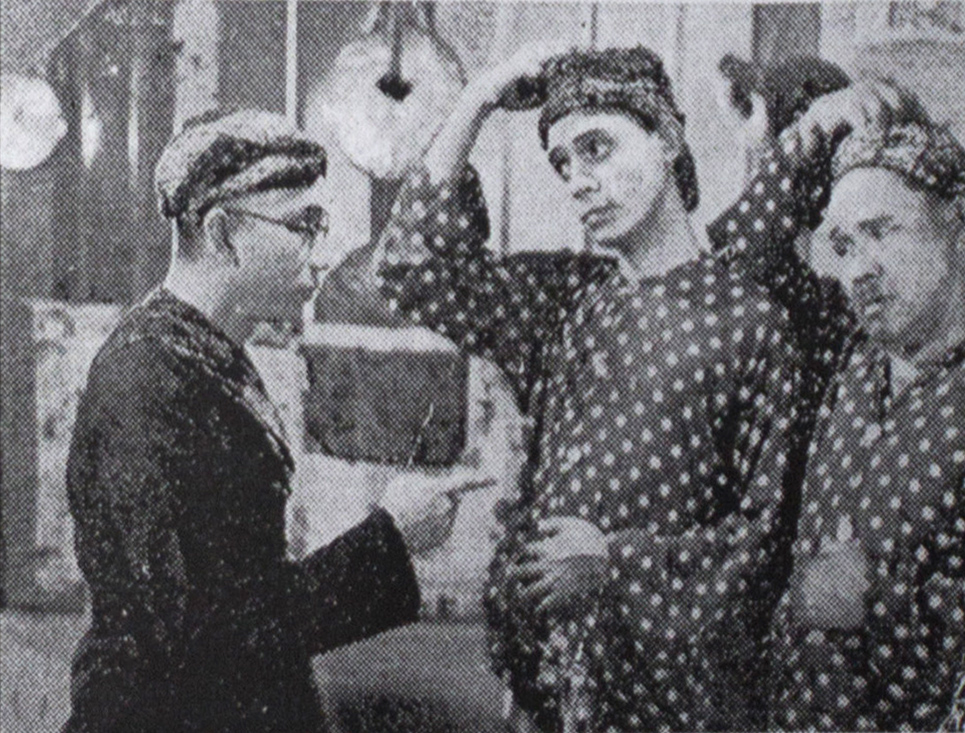
Pah Wongso (a sinistra) con S. Waldy e M. Sarip nel seguito Pah Wongso Tersangka

Nel settembre 1941 Jo mise in cantiere un seguito del film, intitolato Pah Wongso Tersangka. Diretto da Wu Tsun, vedeva Pah Wongso vestire i panni di ben quattro personaggi ed era incentrato sul suo tentativo di ripulire la sua reputazione dopo essere stato incastrato per un crimine mai commesso. Arief, Primo e Sukran ripresero i loro rispettivi ruoli in questa che fu la prima commedia delle Indie. Sebbene Joenara avesse recitato in tre altre produzioni della Star, non ritornò per Pah Wongso Tersangka.
Si ritiene che Pah Wongso Pendekar Boediman sia ora perduto, dato che tutti i film dell'epoca erano stati girati su pellicole di nitrato di cellulosa infiammabili e che il magazzino della Produksi Film Negara, dove erano conservati, venne distrutto da un incendio nel 1952, appiccato forse deliberatamente per eliminare le bobine in nitrato. Di fatto l'antropologo visuale statunitense Karl G. Heider suggerì che ogni opera cinematografica indonesiana realizzata prima degli anni Cinquanta sia ormai da considerare irrecuperabile. Tuttavia, lo storico del cinema JB Kristanto, nel suo Katalog Film Indonesia 1926-1995, riporta che diversi lungometraggi sopravvissero negli archivi della Sinematek Indonesia e il collega Misbach Yusa Biran aggiunge, scrivendo nel suo saggio Sejarah Film 1900–1950: Bikin Film di Jawa del 2009, che a salvarsi furono numerosi film di propaganda giapponesi, sfuggiti al Servizio informazioni del governo olandese.